# Pinacoteca Querini Stampalia
La Pinacoteca Querini Stampalia est un musée et une collection d'art à Venise, Italie. Situé à l'intérieur du palais Querini Stampalia, près du campo Santa Maria Formosa, dans le sestiere de Castello, sur la rive gauche du Grand Canal.
La collection est présentée dans une vingtaine de salles au deuxième étage du palais qui contient également des meubles, une grande bibliothèque publique, des porcelaines et des instruments de musique, ainsi que des œuvres d'artistes allant du XIVe siècle au XVIIIe siècle.

## Histoire
La Fondation Querini-Stampalia par le dernier héritier Giovanni Querini-Stampalia, date de 1868.
Son testament imposait la création d'une bibliothèque et d'un cabinet de lecture, ouverts aux chercheurs tant italiens qu'étrangers, avec "des poêles et des tapis pour l'hiver, aux heures et jours où les bibliothèques publiques sont fermées". Cette clause est respectée à la lettre, depuis sa fondation, la bibliothèque n'a jamais fermé. On peut y consulter plus de trois cent mille volumes, sous de hauts plafonds stuqués.
Le palais a été rénové de son état d'origine avant les années 1960. De 1961 à 1963, Carlo Scarpa a restauré des parties du bâtiment, tout en en changeant d'autres. Scarpa a créé une série d'îles et a permis à l'eau de pénétrer dans le hall. Il a également restauré l'idée d'un jardin derrière le bâtiment, avec une fontaine dotée d'une rigole abstraite. Les ajouts ultérieurs (1993-2003) ont été réalisés par Mario Botta.
La Fondazione Querini Stampalia (en) organise également des expositions d'art contemporain (Lilya Pavlovic-Dear y exposa en 2015, par exemple).

## Peinture
Il comprend des peintures célèbres comme un autoportrait et Adam et Ève de Palma le jeune, une Sacra Conversazione par Palma Vecchio et une Vierge à l'enfant par Bernardo Strozzi. Il contient également des dessins de Giovanni Bellini, Raphael, Paolo Veronese, Titien et Tintoretto.
Les soixante-sept tableaux de Gabriele Bella ont été commandés par les Giustinian, et furent acquis à la fin du XVIIIe siècle par les Querini pour leur palais de Trévise. Ils sont à demeure à la Pinacothèque depuis la création de la Fondation.